# Microstilifer
Microstilifer is een geslacht van slakken uit de superfamilie van de Cerithioidea. De wetenschappelijke naam van het geslacht is voor het eerst geldig gepubliceerd in 1980 door Warén.

## Soorten
De volgende soort is bij het geslacht ingedeeld:
- Microstilifer auricula (Hedley, 1907)